# Szent János vára
Szent János vára (horvátul: Utvrda Sv. Ivan Trnava), várhely Horvátországban, a Novszka és Újgradiska között fekvő Gornji Bogićevci falu határában.

## Fekvése
A falutól délkeletre a ma Varošinának nevezett mezőn találhatók maradványai.

## Története
A mai Gornji Bogićevci délkeleti határában feküdtek a középkorban Sztárcsa és Tornova („Ztharcha et Thornowa”) királyi birtokok, melyek 1328-ban birtokcserével a túrmezei csicsáni birtokért cserébe kerültek a johanniták birtokába. A területtől nyugatra fekvő lesznicai és racessai birtokok már 1312 óta a rend birtokában voltak. Így egy hatalmas területű, egységes birtok jött létre, mely nagy jövedelmet biztosított a rend számára. Sztárcsa és Tornova megszerzése után az utóbbi birtokon a rend elkezdte építeni Szent János várát („castrum sancti Johannis”), melyet már 1361-ben említenek a rend priorjának egyik oklevelében. Amikor 1403-ban az akkori prior Bebek Imre fellázadt a királyi hatalom ellen Zsigmond híve Maróthy János macsói bán erővel foglalta el a várat és elűzte onnan a johannitákat, akik Boszniába menekültek. A várat valószínűleg lerombolták a király hívei, mivel ezután már nem említik.

## A vár mai állapota
A falutól délkeletre a ma Varošinának nevezett mezőn találhatók a johanniták Szent János várának maradványai. A helyet a népnyelv ma „Bedem”nek nevezi, amely várfalat jelent. A hely jól látható nagyméretű kettős sáncával, árkával és védőfalaival ma is vonzza a régészeket, akik szakszerű régészeti feltárást is végeztek itt. Maga a vár az egyszerű, kisméretű középkori castrumok közé tartozik. Központi része egy 55-ször 75 méteres területen fekszik, míg az egész ovális alakú erődítmény átmérője 250 méter. Az ásatások során sok későközépkori cseréptöredék került itt elő. A szóbeli hagyományok, régészeti maradványok, történeti logika és bizonyos utalások szerint a régi Bogićevci falu valószínűleg a közelében épült. Ma a várhoz a faluból délkeletre vezető makadámúton, a vasútvonalon keresztül lehet eljutni.